# Krajowa Izba Producentów Audiowizualnych
Krajowa Izba Producentów Audiowizualnych (KIPA) – samorząd gospodarczy polskiego rynku audiowizualnego, zrzesza ponad 100 producentów filmowych i telewizyjnych. Powołana została w listopadzie 2000 roku. Prezesem pierwszej kadencji był Dariusz Jabłoński. Od 2004 roku do czerwca 2019 roku na czele KIPA stał Maciej Strzembosz. W czerwcu 2019 Prezesem KIPA została wybrana Alicja Grawon-Jaksik. 
Jako cele statutowe Izby określono m.in.:
1. Działanie na rzecz rozwoju produkcji audiowizualnej w Polsce;
2. Inspirowanie i uczestnictwo we wszystkich działaniach związanych z procesem stanowienia prawa i podejmowania decyzji wpływających na kształt polskiego rynku audiowizualnego;
3. Podejmowanie i wspomaganie wszelkich inicjatyw mających na celu pozyskanie opinii publicznej dla racji środowiska producentów audiowizualnych;
4. Ochrona i troska o interesy członków Izby w tym podejmowanie działań mających na celu ochronę autorskich praw majątkowych i praw pokrewnych producentów audiowizualnych;
5. Reprezentowanie środowiska producentów audiowizualnych w szczególności wobec organów państwowych;
6. Kształtowanie i upowszechnianie zasad etyki w działalności gospodarczej producentów audiowizualnych.